# Artem Slesar
Artem Oleksijovyč Slesar (in ucraino Артем Олексійович Слесар?; Pivdenne, 12 dicembre 2004) è un calciatore ucraino, attaccante dello Zorja.

## Carriera
Cresciuto nel settore giovanile della Dinamo Kiev (in cui ha militato dal 2016 al 2023), il 3 agosto 2023 è stato ceduto in prestito allo Zorja, club della prima divisione ucraina, con cui il 7 marzo 2024 ha debuttato a livello professionistico nell'incontro di campionato vinto per 2-0 contro il Mynaj; a fine anno, dopo complessive 4 presenze, il prestito è stato esteso anche alla stagione 2024-2025, durante la quale il 25 maggio 2025 ha segnato il suo primo gol nella prima divisione ucraina (aveva infatti già segnato in precedenza il suo primo gol da professionista in una delle sue 2 presenze stagionali in Coppa d'Ucraina) nella partita vinta 3-1 contro il Karpaty; termina la stagione con 19 presenze in campionato. Il 1º luglio 2025 è stato acquistato a titolo definitivo dal club di Luhans'k.

## Statistiche

### Presenze e reti nei club
Statistiche aggiornate al 16 agosto 2025.
| Stagione        | Squadra         | Campionato      | Campionato | Campionato | Coppe nazionali | Coppe nazionali | Coppe nazionali | Coppe continentali | Coppe continentali | Coppe continentali | Altre coppe | Altre coppe | Altre coppe | Totale | Totale | Totale |
| Stagione        | Squadra         | Comp            | Pres       | Reti       | Comp            | Pres            | Reti            | Comp               | Pres               | Reti               | Comp        | Pres        | Reti        | Pres   | Reti   |        |
| --------------- | --------------- | --------------- | ---------- | ---------- | --------------- | --------------- | --------------- | ------------------ | ------------------ | ------------------ | ----------- | ----------- | ----------- | ------ | ------ | ------ |
| 2023-2024       | Zorja           | PL              | 4          | 0          | CU              | 0               | 0               | -                  | -                  | -                  | -           | -           | -           | 4      | 0      |        |
| 2024-2025       | Zorja           | PL              | 19         | 1          | CU              | 2               | 1               | -                  | -                  | -                  | -           | -           | -           | 21     | 2      |        |
| 2025-2026       | Zorja           | PL              | 2          | 0          | CU              | 0               | 0               | -                  | -                  | -                  | -           | -           | -           | 2      | 0      |        |
| Totale carriera | Totale carriera | Totale carriera | 25         | 1          |                 | 2               | 1               |                    | -                  | -                  |             | -           | -           | 27     | 2      |        |